# Гамбарян, Пётр Петрович
Пётр Петрович Гамбарян (18 апреля 1925 — 31 августа 2017) — советский и российский териолог, сравнительный анатом позвоночных, ведущий специалист по локомоции млекопитающих в СССР и позднее в Российской Федерации, лауреат премии имени А. Н. Северцова (1981).

## Биография
Пётр Петрович Гамбарян родился 18 апреля 1925 года во Франции, в Париже, где в Сорбонне проходил обучение его отец — Пётр Павлович Гамбарян. В 1929 году семья возвращается в Армению, отец работает доцентом в Геологическом институте Армянского филиала АН СССР, но в 1933 году трагически погибает в авиакатастрофе под Тбилиси. Мать Пётра Петровича — Наталья Гавриловна Гамбарян (в девичестве — Кафиева), оставшись после гибели мужа с шестью детьми на руках, зарабатывала на жизнь уроками французского.
Пётр, будучи третьим по счёту ребёнком в семье, по существу становится опорой большой семьи, но не забывает и про учёбу. Экстерном окончив школу, поступает сразу на второй курс Всесоюзного зооветеринарного института в Ереване, продолжая совмещать учёбу с работой в геологоразведочных партиях. Пётр Гамбарян вскоре переводится на биологический факультет Ереванского государственного университета, который закончил в 1946 году.
В 1949 году защитил кандидатскую диссертацию, тема: «Адаптивные особенности передней конечности горного слепца (Spalax leucodon nehringi Satunin)» в Зоологическом институте АН СССР.
Был заведующим музеем Института зоологии АН Армянской ССР. В 1961 году стал сотрудником лаборатории млекопитающих ЗИНа.
В 1969 году защитил докторскую диссертацию, тема: «Бег млекопитающих. Приспособительные особенности органов движения»
С 1984 года — бессменный заведующий Отделением функциональной морфологии лаборатории, а с 1986 года — её ведущий научный сотрудник.

## Научная и общественная деятельность
Автор более 100 научных работ (в том числе пяти монографий), опубликованных во многих отечественных и зарубежных изданиях.
Первая книга «Крыса» вышедшая в 1955 году, когда автору было тридцать лет, была посвящена систематике, экологии и анатомии крыс и до сих пор служит одним из базовых учебных пособий для студентов, аспирантов и начинающих научных сотрудников различных медико-биологических специальностей.
Благодаря усилиям Гамбаряна в 1958 году леса Хосрова, состоявшие из 8 отдельных территорий, были официально объявлены единым заповедником. Хосровский заповедник расположен к юго-востоку от Еревана, в юго-западной части Гегамского вулканического нагорья, в бассейнах рек Азат и Веди. Заповедник имеет довольно сложный рельеф с удивительными пейзажами. Здесь произрастает более 1800 видов растений, 156 из которых считаются редкими, 146 — числятся в «Красной книге» Армении. Среди обитателей заповедника — более 30 видов пресмыкающихся, 142 вида птиц, 55 видов млекопитающих. В настоящее время Хосровский заповедник является местом обитания переднеазиатского леопарда.
Сравнительные морфофункциональные исследования П. П. Гамбаряна охватывают широкий спектр форм млекопитающих и освещают большой круг проблем их приспособительной эволюции. Среди них особенно выделяются работы по изучению преобразований костно-мышечной системы в связи с адаптациями к роющей деятельности, бегу и плаванию.
Читал курс сравнительной анатомии позвоночных и териологии в Ереванском и Ленинградском государственных университетах.
В ноябре 1978 году по приглашению Кубинской академии наук в составе экспедиции Института эволюционной морфологии и экологии животных АН СССР, возглавляемой академиком В. Е. Соколовым, принимал участие в отлове ламантина Trichechus manatus (Sirenia) в водах залива Батабано у берегов полуострова Сапата. После этого на базе Института зоологии Кубинской АН была проведена серия нейрофизиологических экспериментов и взят целый ряд проб для гистологических и электронно-микроскопических исследований. Вскоре после консервации отловленный экземпляр ламантина (ЗИН № 31795) был переправлен самолетом в Зоологический институт АН СССР, на базе которого и проводилось его дальнейшее комплексное изучение.

### Монографии
- «Приспособительные особенности органов движения роющих млекопитающих» (1960).
- монография «Бег млекопитающих» (1972) (В работе подробно освещаются аллюры млекопитающих, биомеханика их наземной локомоции, приспособление к бегу у копытных, хоботных, хищных, зайцеобразных, грызунов и сумчатых. В обобщающем разделе дается классификация способов и форм бега млекопитающих (свыше 200 видов из 6 отрядов).
- коллективная монография «Зубр» (1979) открывается новая зоологическая серия: «Виды фауны СССР и сопредельных стран»
- монография «Европейская рыжая полевка» (1981) второй выпуск в серии «Виды фауны СССР и сопредельных стран»
- монография «Эволюция лицевой мускулатуры млекопитающих» (1989) (на базе исследования более 100 видов из 12 отрядов млекопитающих и широкого анализа литературных данных были определены основные пути перестроек их лицевых мышц)

## Семья
- Жена — Анна Мкртычевна Оганджанян, работала сотрудником Зоологического института АрмССР.
  - Старший сын — Георгий Петрович, окончил ЛГУ и стал сотрудником Ленинградского Зоопарка.
  - Младший сын — Степан Петрович, физиолог, долгое время работал в Германии, а в настоящее время проводит исследования в Институте эволюционной физиологии и биохимии имени И. М. Сеченова РАН и одновременно читает лекции в Санкт-Петербургском государственном университете и Политехническом университете.

Одна из двоюродных сестер, Мария Степановна Гамбарян — известная в мире пианистка.

## Награды
- Медаль «За трудовую доблесть» (4.01.1955) — за выслугу лет и безупречную работу.
- Премия Московского общества испытателей природы (1973) — за цикл работ по локомоции млекопитающих.
- Премия имени А. Н. Северцова (1981) — за цикл работ на тему «Эволюция локомоции млекопитающих».